# جاك ميرفي غوردون
جاك ميرفي غوردون (بالإنجليزية: Jack Murphy Gordon)‏ (و. 1931 – 1982 م) هو محام، وقاض من الولايات المتحدة الأمريكية .